# Cryptographis semaphoralis
Cryptographis semaphoralis là một loài bướm đêm trong họ Crambidae.